# خانه ابراهیم فرح فرد
خانه ابراهیم فرح فرد مربوط به دوره قاجار است و در شیراز، محله سرباغ، کوچه خانقاه احمدی، پلاک ۳۳ واقع شده و این اثر در تاریخ ۲ آبان ۱۳۸۲ با شمارهٔ ثبت ۱۰۴۹۶ به‌عنوان یکی از آثار ملی ایران به ثبت رسیده است.